# パラダイス学園
『パラダイス学園』（パラダイスがくえん）は、川原正敏による日本のラブコメディ漫画作品。

## 概要
『月刊少年マガジン』（講談社）にて1985年1月号から1986年1月号にかけて連載された。川原の連載デビュー作。単行本は月刊少年マガジンコミックスのレーベルより全3巻が刊行されている。
ふとしたきっかけから学園一の美少女に結婚を迫られる様になった主人公達の学園生活を描いたラブコメディ作品。お色気要素も強く、強引な展開によって女の子が裸になる事が多い。

## あらすじ
聖（セント）パラダイス学園に通う女子中学生・宮崎ちひろは、ひょんなことから司馬新作にアソコを見られてしまい、「裸を見られた以上、自分を嫁にしてほしい」と迫る。それに戸惑う司馬、便乗してちひろの裸を見ようとする悪友や嫉妬するライバルヒロインを巻き込んだ騒動が巻き起こされる。

## 登場人物
司馬新作（しば しんさく）
主人公。聖パラダイス学園中等部2年。更衣室でちひろのアソコを見てしまったことから、ちひろに求愛されることになる。初めは認めなかったが、コンテストで様々な辱めを受けながらも健気に頑張るちひろに情が移って助けるようになっていき、やがて相思相愛の関係となっていく。
普段は暴力を好まず、周囲の悪ふざけに振り回されっぱなしだが、ちひろ絡みで本気で怒った際には腕力で鳴らした高島さえも一撃で沈めるなど、恐るべき強さを発揮する。
後日談となる最終話の最後でちひろと結婚した。
宮崎ちひろ（みやざき ちひろ）
ヒロイン。聖パラダイス学園中等部2年。かねてから自分の裸を見た人と結婚したいと思っていたため、自分の裸を最初に見た司馬に求愛する。校長や同級生、上級生である高島らの策略で罠にはまったり、イベントに出されて全裸を公開しそうになる。だがその度に際どいところで司馬に助けられていく内に相思相愛となっていく。
後日談となる最終話の最後で司馬の妻となった。
校長
聖パラダイス学園の校長で本名は不明。いわゆるバーコードハゲの頭ときつね目が特徴。「教育者として」と言う言葉よく口にするが、その行動はとても教育者と呼べるものではなく、スケベな計画を思いついては騒動を大きくする。しかも、それを「いい暇つぶしになりました」と言うなど罪悪感は全く持っておらず、追及されれば権威や肩書を利用してのらりくらりかわす、非常に腹黒くて老獪な男。
千葉しげる（ちば しげる）・村山あきら（むらやま あきら）
司馬の悪友であり、寮のルームメイト。スケベな思いつきを実行しては司馬やちひろをトラブルに巻き込む。常に2人1セットで登場。眼鏡をかけている方が千葉で、リーゼントの方が村山。なお、この二人はうる星やつらの主人公・諸星あたるの同級生であるメガネ（声：千葉繁）とパーマ（声：村山明）に容貌が酷似しており、名前もそれぞれの担当声優から拝借したものとなっている。
高島華子（たかしま はなこ）
聖パラダイス学園中等部3年。準ミスパラダイス学園。巨乳の美形で腕力にも優れているが、自分が全てにおいて一番であると思っており、自分に僅かでも勝った者を陰湿な手で徹底的に潰すという歪んだ性根の持ち主。
自分を破ってミスパラダイス学園となったちひろを一方的にライバル視し、罠を仕掛けて陥れようとするも司馬の機転で返り討ちに遭い、逆に自分が恥ずかしい目に遭う。それどころか本気で怒った司馬の一撃に撃沈させられたこともある。
中盤からいい人にもなっている。　
小宮一枝（こみや かずえ）・井上よう（いのうえ よう）
高島の手下の女子で常に2人1セットで登場。高島のわるだくみに付き合わされる。丸眼鏡をかけている方が小宮で、おかっぱ頭をしている方が井上。名前はそれぞれ、声優の小宮和枝、井上瑤から借用。　
伊沢なつき（いざわ なつき）
連載終盤に入る頃に転校して来た司馬の幼馴染み。司馬に思いを寄せており、既に公認になっていたちひろとの仲を裂こうと企むが、ちひろへの想いを確固たるものにしていた司馬の前に成す術も無かった。
強力なライバルキャラの設定だったが、作者が連載を終了に向けてしまい、ほとんど活躍せずに終わる。　
河村まりあ（かわむら まりあ）・平野ふみ（ひらの ふみ）
ちひろの友人。ちひろに余計な入れ知恵をしたり、けしかけたりする事によりトラブルの発端を作る事が多い（そもそも司馬とちひろの出会いもこの二人がちひろを全裸にし、神輿のように担いだためだった）。
黒髪にポニーテールの方が河村で、髪の色が薄く横で短く括っている方が平野。名前は川村万梨阿、平野文から借用。
白石さやか（しらいし さやか）
ミス・パラダイスパンティ選出戦で、水泳の部まで２位と健闘したが、「とける水着」の制限時間に間に合わず、全裸になったばかりか水中カメラで平泳ぎでの開脚シーンをアップで大スクリーンで流されてしまい、恥ずかしさに耐えきれなくなって競技をリタイア。　
渡辺みな（わたなべ みな）
聖パラダイス学園中等部1年。ミスパラダイス学園で、人気投票は予選1位だったロリータ娘。決勝の自己アピールでは下着を脱ぎ捨て、ダブダブのセーラー服の上着だけというきわどい格好で新体操を披露するが、露出不足で票が伸びずに3位に終わる。　